# Epitymbiini
Los epitimbinos (Epitymbiini) son una tribu de lepidópteros ditrisios de la familia Tortricidae. La mayoría viven en Australia y en Nueva Guinea.

## Géneros
Aeolostoma
Anisogona
Aplastoceros
Apoctena
Asthenoptycha
Capnoptycha
Cleptacaca
Epitymbia
Goboea
Macrothyma
Meritastis
Mimeoclysia
Pandurista
Polydrachma
Rhomboceros
Sperchia
Trychnophylla